# Petit-Rhône

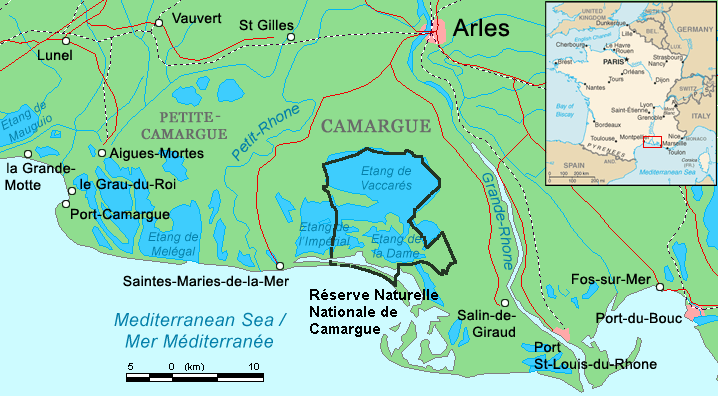
Carte de la Camargue avec le Petit Rhône.

Le Petit Rhône est l'un des deux bras du delta du Rhône, il marque la limite Ouest de la Camargue et du delta du Rhône, et il constitue la frontière naturelle entre les départements des Bouches-du-Rhône et du Gard.  

## Situation

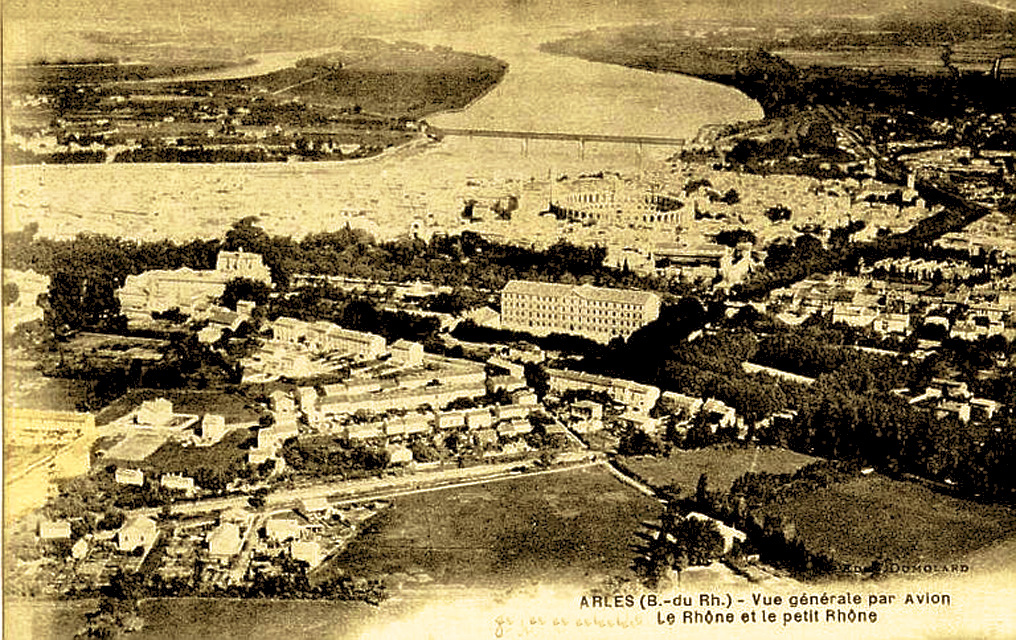
Séparation du Grand-Rhône et du Petit Rhône, au nord d'Arles

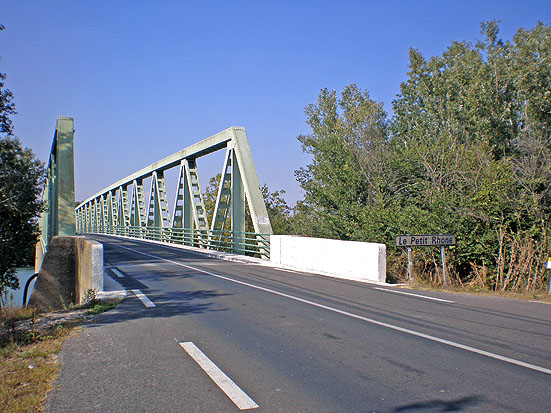
L'ancien pont de Sylvéréal.

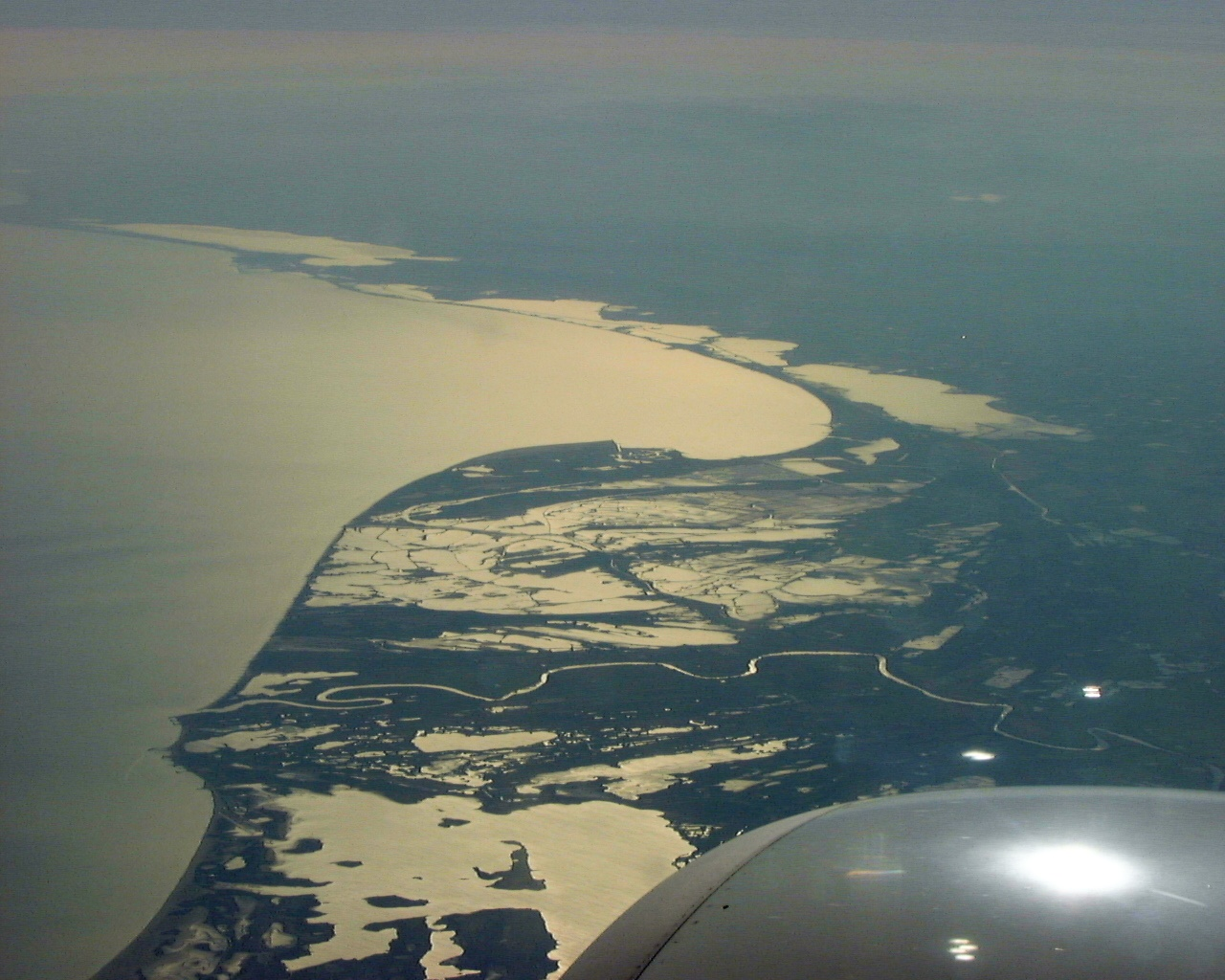
Embouchure du Petit Rhône.

Le Petit Rhône quitte le lit principal du fleuve au nord d'Arles, à Fourques (Gard). Son cours méandreux l'amène 57 km en aval aux Saintes-Marie-de-la-Mer, où il rejoint la mer Méditerranée. 
Les deux ponts de Fourques, le pont de l'A54 entre Fourques et Arles, le pont de Saint-Gilles, le pont de Sylvéréal et le bac du Sauvage sont les six ouvrages qui permettent de traverser le Petit Rhône.

## Protection
La biodiversité est riche sur le tracé du Petit Rhône, qui a été inscrit dans le réseau Natura 2000 en tant que Site d'Intérêt Communautaire (60% dans les Bouches-du-Rhône et 40% dans le Gard). Le site "Petit Rhône" est exclusivement aquatique. Il correspond au chenal du Petit Rhône, depuis la diffluence à Fourques jusqu'à l'embouchure, soit une superficie totale de 808 hectares. Il est délimité par les berges (qui en sont exclues au même titre que la ripisylve). Le site a été transmis au titre de la Directive Habitat.
Le Petit Rhône marque la frontière entre la Camargue Gardoise et la Grande Camargue, qui inclut le parc naturel régional de Camargue. 